# Lady-Go-Round
LADY-GO-ROUND – trzeci singel japońskiego zespołu B’z, wydany 21 lutego 1990 roku. Był jedynym singlem promującym trzeci album zespołu BREAK THROUGH. Osiągnął 39 pozycję w rankingu Oricon i pozostał na liście przez 6 tygodni, sprzedał się w nakładzie 24 800 egzemplarzy.

## Lista utworów
| Nr | Tytuł           | Słowa       | Kompozycja    | Aranżacja    | Czas |
| -- | --------------- | ----------- | ------------- | ------------ | ---- |
| 1. | „LADY-GO-ROUND” | Kōshi Inaba | Tak Matsumoto | Masao Akashi | 4:25 |
| 2. | „LOVE & CHAIN”  | Kōshi Inaba | Tak Matsumoto | Masao Akashi | 4:54 |